# Nijni Súbaix
Nijni Súbaix - Нижний Субаш (rus) - és un poble de la República del Tatarstan, a Rússia. El 2010 tenia 144 habitants.